# Фурнье-Бодри, Лоранс
Лоранс Фурнье-Бодри (фр. Laurence Fournier Beaudry; род. 18 июля 1992 года в Монреаль, Квебек, Канада) — канадская, ранее датская фигуристка, выступающая в танцах на льду с Николаем Сёренсеном. Они — двукратные серебряные призёры чемпионата четырёх континентов (2023, 2024), победители этапа Гран-при NHK Trophy (2022), победители турнира серии «Челленджер» Finlandia Trophy (2022), чемпионы Канады (2023), бронзовые призёры чемпионата Канады (2019). 
Ранее выступали за Данию: трёхкратные чемпионы Дании (2014, 2015 и 2018) и представляли Данию на чемпионатах мира и Европы. В марте 2018 года Дания разрешила им представлять Канаду после того, как она не смогла получить датское гражданство для участия в зимних Олимпийских играх 2018 года.
По состоянию на 4 февраля 2024 года танцевальная пара занимает 5-е место в рейтинге Международного союза конькобежцев (ИСУ).

## Биография
Лоранс Фурнье родилась в 1992 году в Монреале. С детских лет она начала заниматься фигурным катанием и вскоре стала выступать в танцах на льду. С разными партнёрами она выступала в канадских турнирах и первенстве Канады среди юниоров. Однако больших результатов не достигла и летом 2012 года приняла решение встать в пару с Николаем Сёренсеном за Данию.
Осенью 2013 года пара неплохо дебютировала на ряде международных турниров. Они заработали техминимум для участия в чемпионатах. Стали чемпионами страны и в январе пара дебютировала в Будапеште на европейском чемпионате. К удивлению многих специалистов пара уверенно вышла в финальную часть чемпионата. В конце марта пара также дебютировала и на мировом чемпионате в Сайтаме, где датчане не вышли в финальную часть.
Следующий сезон датские танцоры начали в Канаде в сентябре в родном городе Лоранс на турнире Autumn Classic, где финишировали на третьем месте. На турнире в Граце они были уже вторыми. На национальном чемпионате пара во второй раз стали чемпионами страны. В январе 2015 года на чемпионате Европы датские фигуристы финишировали в десятке и впервые завоевали право для Дании в танцах на следующий год заявить две пары. К сожалению у датчан не было второй пары с уровнем требуемого техминимума. В конце марта в Шанхае на мировом чемпионате датские спортсмены вновь удивили всех, они на равных боролись за место в десятке и им немного не хватило удачи когда они финишировали на одиннадцатом месте.
Новый сезон пара начала в Солт-Лейк-Сити, где на турнире U.S. International Figure Skating Classic финишировали на втором месте. В октябре на турнире Finlandia Trophy датчане финишировали на третьем месте. В конце октября датские фигуристы дебютировали в серии Гран-при на канадском этапе. В середине ноября выступали на французском этапе Гран-при, где после короткой программы занимали пятое место. Однако сами соревнования не были завершены из-за террористической угрозы. В конце января 2016 года датские спортсмены выступали на чемпионате Европы в Братиславе, где как и год назад заняли девятое место. Через два месяца на чемпионате мира в Бостоне спортсмены финишировали за пределами ведущей дюжины.
Новый предолимпийский сезон датская пара начала в начале октября фигуристы выступали в Монреале на турнире Autumn Classic, где они финишировали с бронзой медалью. Далее последовал турнир Finlandia Trophy, где они были четвёртыми. В конце октября они выступали на этапах Гран-при на канадском и российском этапах. На обоих этапах датчане заняли седьмые места. В конце января 2017 года спортсмены приняли участие в европейском чемпионате в Остраве. Здесь были улучшены все их прежние спортивные достижения, а сами фигуристы финишировали седьмыми. В конце марта датские фигуристы выступали на мировом чемпионате в Хельсинки, где выступили удачно, сумели уверенно квалифицироваться на следующие Олимпийские игры и уверенно прошли в произвольную программу. При этом они незначительно улучшили свои прежние достижения в короткой программе.

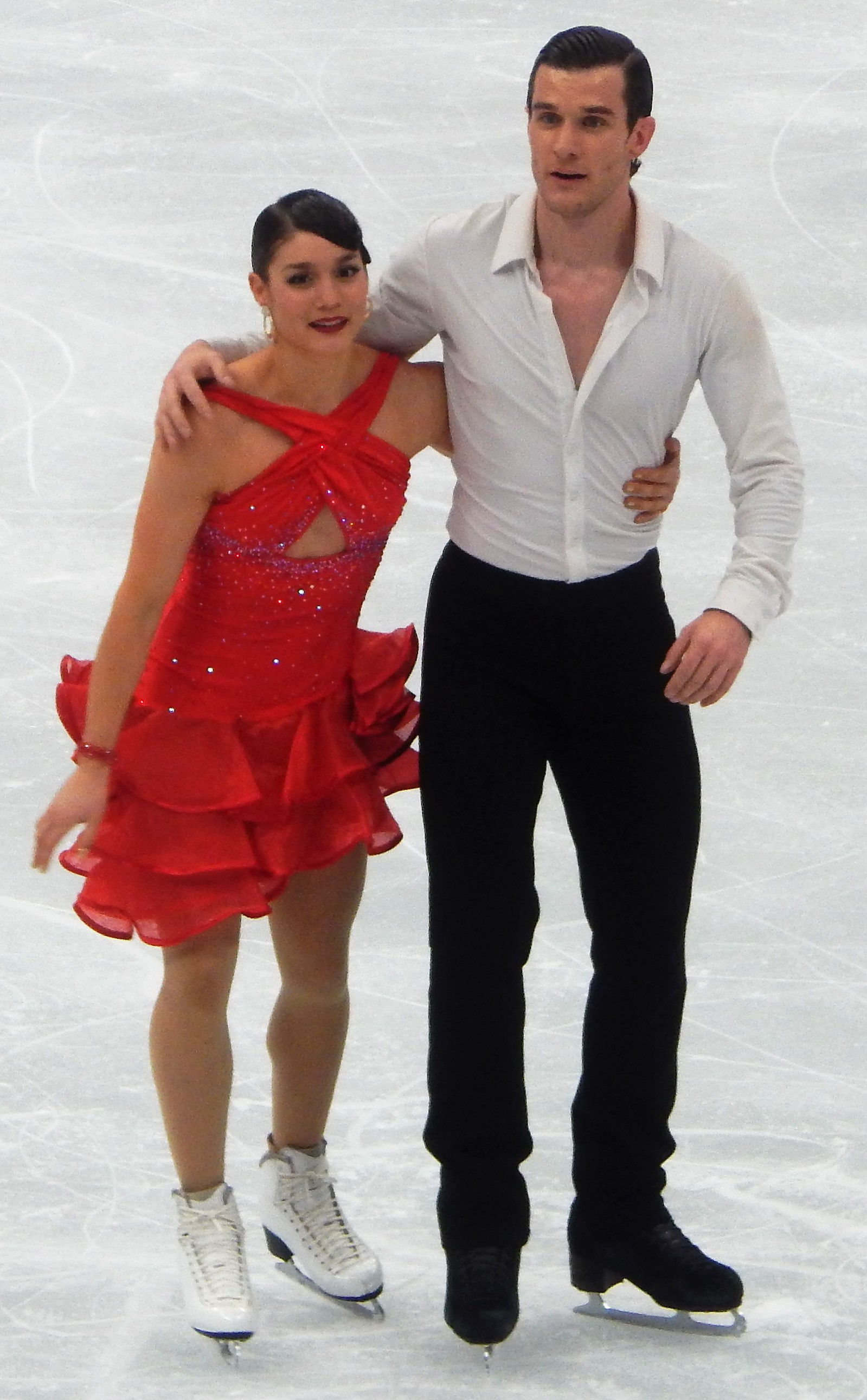
На чемпионате Европы в Москве (2018)

Однако летом МОК принял решение не менять спортивное гражданство канадской фигуристе, и они не смогут принять участия в играх. В сентябре датская пара начала олимпийский сезон в Солт-Лейк-Сити, где на турнире U.S. International Figure Skating Classic они финишировал рядом с пьедесталом. Через неделю танцоры выступили в Канаде, где на турнире Autumn Classic International они выступили не совсем удачно, и финишировали в конце турнирной таблицы. При этом фигуристы улучшили свои прежние достижения в сумме и произвольной программе. В начале октября в Эспоо, на Трофее Финляндии, пара уже финишировала с бронзой. Через месяц фигуристы приняли участие в японском этапе серии Гран-при, где финишировали в середине турнирной таблицы. При этом они улучшили свои прежние достижения в сумме и произвольном танце. В середине января пара выступила на континентальном чемпионате в Москве где они вновь сумели финишировать в первой десятке. Также спортсменам удалось незначительно улучшить вновь свои прежние достижения в сумме и произвольном танце. Также им удалось стать и чемпионами страны.

## Программы
С Н. Сёренсеном
| Сезон     | Ритм-танец | Произвольный танец | Показательные номера                                              |
| --------- | --- | --- | ----------------------------------------------------------------- |
| 2023–2024 | - Top Gun Anthem Харольд Фальтермайер, Стив Стивенс - Playing With the Boys Кенни Логгинс - Take My Breath Away by Berlin - Hot Summer Nights Miami Sound Machine - Danger Zone Кенни Логгинс хореография: Мари-Франс Дюбрёй, Ромен Агеноэр, Жинетт Курнуайе, Сэмюэл Шуинар | - Danse mon Esmeralda (из мюзикла «Нотр-Дам де Пари») в исполнении Марио Пельчат - Final Angelus Bells Monks Of The Abbey Of Notre Dame - Ave Maria Paien в исполнении Ноа - Les Sans-Papiers в исполнении Цирк Дю Солей, Jean-Phi Goncalves, Marie-Josée Lord - Danse mon Esmeralda в исполнении Гару (из мюзикла «Нотр-Дам де Пари») Люк Пламондон, Риккардо Коччанте хореография: Мари-Франс Дюбрёй, Ромен Агеноэр, Жинетт Курнуайе, Сэмюэл Шуинар                                                       |                                                                   |
| 2022–2023 | - Румба: Con Los Años Que Me Quedan - Румба: Rhythm Is Gonna Get You - Румба: Conga Глория Эстефан хореография: Мари-Франс Дюбрёй, Жинетт Курнуайе, Сэмюэл Шуинар | - Il mercenario - L'arena - Libertà (из фильма «Наёмник») Эннио Морриконе - The Verdict (Dopo la condanna) The Big Gundown Эннио Морриконе - El Mariachi Роберт Родригес - Guitar Town (из фильма «Однажды в Мексике») Роберт Родригес - Malagueña Salerosa Marco de Lahuén, Chingon хореография: Мари-Франс Дюбрёй, Жинетт Курнуайе, Сэмюэл Шуинар | - Амстердам: - The Pact/The Murder Дэниэл Пембертон - Time Giveon |
| 2021–2022 | - Блюз: Careless Whisper - Фанк: I Want Your Sex - Фанк: Freedom! '90 Джордж Майкл - Фанк: Freedom! '90 The Hyannis Sound хореография: Мари-Франс Дюбрёй, Жинетт Курнуайе, Сэмюэл Шуинар                                                                                    | - The Wheat - The Battle - Homecoming - Elysium - Now We Are Free (из фильма «Гладиатор») Ханс Циммер, Лиза Джеррард хореография: Мари-Франс Дюбрёй, Жинетт Курнуайе, Скотт Моир - A Call to Prayer Zola Dubnikova (Эстас Тонне и One Heart Family) - Последнее королевство Айвёр Полсдоттир, Джон Ланн - Skogsraah Глен Гэбриел - ROOTS - The Return to the Inner Temple Zola Dubnikova и Эстас Тонне - My England Джон Ланн, Айвёр Полсдоттир хореография: Скотт Моир, Мари-Франс Дюбрёй, Жинетт Курнуайе | - You Are The Reason Калум Скотт, Леона Льюис                     |
| 2020–2021 | - Медленный фокстрот: Bonnie - Квикстеп: This World Will Remember Us (из мюзикла «Бонни и Клайд») Фрэнк Уайлдхорн, Дон Блэк в исполнении Джереми Джордан, Лаура Оснес хореография: Мари-Франс Дюбрёй, Патрис Лозон, Сэмюэл Шуинар                                           | - A Call to Prayer Zola Dubnikova (Эстас Тонне и One Heart Family) - Последнее королевство Айвёр Полсдоттир, Джон Ланн - Skogsraah Глен Гэбриел - ROOTS - The Return to the Inner Temple Zola Dubnikova и Эстас Тонне хореография: Скотт Моир, Мари-Франс Дюбрёй, Жинетт Курнуайе |                                                                   |
| 2019–2020 | - Блюз: Raise A Little Hell - Медленный фокстрот: Bonnie - Квикстеп: This World Will Remember Us (из мюзикла «Бонни и Клайд») Фрэнк Уайлдхорн, Дон Блэк в исполнении Джереми Джордан, Лаура Оснес хореография: Мари-Франс Дюбрёй, Патрис Лозон, Сэмюэл Шуинар               | - Summertime Джордж Гершвин, Дюбоз Хейуорд, Айра Гершвин в исполнении Крис Ботти, Дэвид Фостер - Georgia On My Mind Хоги Кармайкл, Стюарт Горрелл в исполнении Майкл Бубле - Cry Me A River Артур Гамильтон в исполнении Майкл Бубле хореография: Мари-Франс Дюбрёй, Патрис Лозон, Сэмюэл Шуинар |                                                                   |
| 2018–2019 | - Танго: Balada para mi muerte Астор Пьяццолла - Танго: Adiós Nonino Астор Пьяццолла | - Spanish Caravan The Doors - Hush в исполнении Marcin Patrzalek - Asturias в исполнении Marcin Patrzalek | - You Are The Reason Калум Скотт, Леона Льюис                     |
| 2017–2018 | - Медленная румба: Search for Vulcan из фильма «Шаровая молния» Джон Барри - Ча-ча-ча: Whatever Lola Wants в исполнении Кармен Макрей - Румба: Whatever Lola Wants в исполнении Лес Бакстер - Мамбо: Peter Gunn Mambo Джек Костанзо                                         | - Spanish Caravan The Doors - Hush в исполнении Marcin Patrzalek - Asturias в исполнении Marcin Patrzalek |                                                                   |
| 2016–2017 | - You're the Boss в исполнении Элвис Пресли, Энн-Маргрет - A Little Less Conversation в исполнении Элвис Пресли | - La Vie en rose Эдит Пиаф | - Lay Me Down Сэм Смит                                            |
| 2015–2016 | - Вальс: Never Tear Us Apart INXS - Марш: Karl van de Kerckhove music | - Woman Шоун Филлипс |                                                                   |
| 2014–2015 | - Фламенко: Malagueña в исполнении Montana Skies - Пасодобль: Malagueña в исполнении Klaus Hallen Dance Orchestra | - The Summer Knows Фрэнк Синатра - Лето 42-го (специальный состав) Karl Hugo van Kerckhove - Summer Me, Winter Me Фрэнк Синатра |                                                                   |
| 2013–2014 | - Фокстрот: All Of Me Фрэнк Синатра - Квикстеп: I Never Knew Фрэнк Синатра - Фокстрот: All Of Me Фрэнк Синатра | - Wall Flower Питер Гэбриел - In Your Eyes Питер Гэбриел |                                                                   |

## Спортивные достижения

### За Канаду
с Н. Сёренсеном
| Соревнования                   | 18/19         | 19/20         | 20/21         | 21/22         | 22/23         | 23/24         |
| Международные                  | Международные | Международные | Международные | Международные | Международные | Международные |
| ------------------------------ | ------------- | ------------- | ------------- | ------------- | ------------- | ------------- |
| Зимние Олимпийские игры        |               |               |               | 9             |               |               |
| Чемпионаты мира                | 10            | WD            | 8             | 9             | 5             |               |
| Чемпионат четырёх континентов  | 6             |               |               |               | 2             | 2             |
| Финал Гран-при                 |               |               |               |               | 6             | 5             |
| Этапы Гран-при. Cup of China   |               | 3             |               |               |               |               |
| Этапы Гран-при. NHK Trophy     |               |               |               |               | 1             |               |
| Этапы Гран-при. Rostelecom Cup |               |               |               | 3             |               |               |
| Этапы Гран-при. Skate America  |               | 3             |               | 3             |               |               |
| Этапы Гран-при. Skate Canada   |               |               | С             |               |               |               |
| Этапы Гран-при. Финляндия      |               |               |               |               |               | 2             |
| Этапы Гран-при. Франция        |               |               |               |               | 2             | 2             |
| Челленджеры. Cup of Austria    |               |               |               | 2             |               |               |
| Челленджеры. Finlandia Trophy  |               |               |               |               | 1             | 3             |
| Челленджеры. Lombardia Trophy  |               | 2             |               | 2             |               |               |
| Челленджеры. Nebelhorn Trophy  |               | 1             |               |               |               |               |
| Национальные                   |               |               |               |               |               |               |
| Чемпионаты Канады              | 3             | WD            | С             | 2             | 1             |               |
| SC Challenge                   | 1             |               | 2             |               |               |               |
| Quebec Sectionals              | 1             |               | 1             |               |               |               |

### За Данию
с Н. Сёренсеном
| Соревнование/Сезон                | 12/14 | 14/15 | 15/16 | 18/17 | 17/18 |
| --------------------------------- | ----- | ----- | ----- | ----- | ----- |
| Чемпионат мира                    | 29    | 11    | 13    | 13    |       |
| Чемпионат Европы                  | 18    | 9     | 9     | 7     | 9     |
| Этапы Гран-при: Trophée de France |       |       | С     |       |       |
| Этапы Гран-при: Кубок Ростелекома |       |       |       | 7     |       |
| Этапы Гран-при: Skate Canada      |       |       | 7     | 7     |       |
| Этапы Гран-при: NHK Trophy        |       |       |       |       | 5     |
| Autumn Classic                    |       | 3     |       | 3     | 7     |
| Finlandia Trophy                  |       |       | 3     | 4     | 3     |
| Ice Challenge                     | 2     | 2     |       |       |       |
| U.S. Classic                      |       |       | 2     |       | 4     |
| Кубок Вольво                      |       | 4     |       |       |       |
| Кубок Нестли Несквик              | 3     |       |       |       |       |
| Мемориал П. Романа                | 1     |       |       |       |       |
| Чемпионат Дании                   | 1     | 1     |       |       | 1     |

- С — турнир не был завершён.

### За Канаду
С И. Бретоном
| Соревнования/Сезон                 | 10/11 | 11/12 |
| ---------------------------------- | ----- | ----- |
| Этапы юниорского Гран-при: Румыния |       | 11    |
| Первенство Канады среди юниоров    | 6     | 12    |

С Э. Квинталом
| Соревнования/Сезон              | 08/09 |
| ------------------------------- | ----- |
| Первенство Канады среди юниоров | 16    |